# Milan Nedović
Milan Nedović (Eslovenia, 5 de agosto de 1988) es un árbitro esloveno de baloncesto. Pertenece a la Košarkarska zveza Slovenije (KZS), actúa en la ABA Liga y desde 2017–18 figura entre los oficiales de EuroLeague Basketball (Euroliga y EuroCup). En mayo de 2025 fue uno de los ocho árbitros seleccionados por la Euroliga para la Final Four de Abu Dabi y formó parte de la terna de la final.

## Trayectoria
Formado en el arbitraje esloveno, Nedović se consolidó en las competiciones de la KZS y en la ABA Liga antes de su incorporación a Euroleague Basketball. Sus primeras designaciones documentadas en la EuroCup datan de 2017–18 (p. ej., Fiat Turin–Bayern) y 2018–19 (ALBA–Limoges); en Euroliga aparece al menos desde 2017–18 y ha sido habitual en temporada regular y fases decisivas.

## Euroliga y EuroCup
- Euroliga: 2017–18 – presente (en listado oficial; presencia en RS, Playoffs y Final Four 2025).[11][5]
- EuroCup: 2017–18 – presente (primeras actas documentadas).[8]

Partidos destacados (selección)
- Final Euroliga 2025: AS Monaco – Fenerbahçe (25/05/2025, Etihad Arena). Árbitros: Carlos Peruga, Robert Lottermoser, Milan Nedović.[12]
- Euroliga RS 2023–24 (J31): EA7 Emporio Armani Milan – Fenerbahçe (21/03/2024, Foro di Assago). Árbitros: Carlos Peruga, Milan Nedović, Maxime Boubert.[13]
- EuroCup 2018–19 (RS): ALBA Berlin – Limoges CSP (21/11/2018). Árbitros: Uroš Obrknežević, Milan Nedović, Gytis Vilius.[14]
- EuroCup 2017–18 (Top16): Fiat Torino – Bayern (02/01/2018). Árbitros: Juan C. García, Milan Nedović, Ingus Baumanis.[15]
- ABA Liga 2024–25 (Final, G4): Partizan – Budućnost (13/06/2025, Belgrado). Equipo arbitral: Damir Javor, Milan Nedović, Dragan Porobić.[16][17]

## Actividad en Eslovenia
Integra el colectivo de la KZS y participa en la formación y clínica arbitral de inicio de temporada (Novo mesto, 2024). En competiciones nacionales figura como árbitro principal designado en partidos de la máxima categoría.